# Smittbärarpenning
Smittbärarpenning är avsedd för den som har eller kan antas ha blivit smittad av en sjukdom och som följd inte får arbeta på grund av risken för att smitta ner andra. Smittbärarpenning innefattar även reseersättning för resor man behöver göra, till exempel för att göra en läkarundersökning.

## Villkor
Smittbärarpenning betalas ut från Försäkringskassan till den som kan arbeta, men inte får göra det på grund av risken för att smitta ner andra. Om man däremot inte kan arbeta kan man istället få sjuklön från sin arbetsgivare eller få sjukpenning från Försäkringskassan.
Man kan få smittbärarpenning:
- Om en läkare har beslutat att man inte får arbeta eftersom man är smittad eller möjligen är smittad av en allmänfarlig sjukdom.
- Om man måste till läkare för att utreda ifall man har en smittsam sjukdom.
- Om man har en sjukdom, infektion, sår eller annan skada som förhindrar handhavande av livsmedel.

## Möjlig utvidgning
På grund av Coronavirusutbrottet 2020–2021 i Sverige har Sveriges riksdags socialutskott uppmanat regeringen att utvidga den så kallade smittbärarpenningen. Detta så att personer som behöver skyddas från smitta ska få rätt att vara hemma med statlig ersättning. Med nuvarande lagstiftning är det inte möjligt. Riksdagsledamot Maria Malmer Stenergard ställde den 3 april 2020 en skriftlig fråga om utvidgad smittbärarpenning till statsrådet Ardalan Shekarabi som besvarades den 15 april 2020.